# Melodorum leichhardtii
Melodorum leichhardtii är en kirimojaväxtart som först beskrevs av Ferdinand von Mueller, och fick sitt nu gällande namn av George Bentham. Melodorum leichhardtii ingår i släktet Melodorum och familjen kirimojaväxter. Inga underarter finns listade i Catalogue of Life.

## Bildgalleri

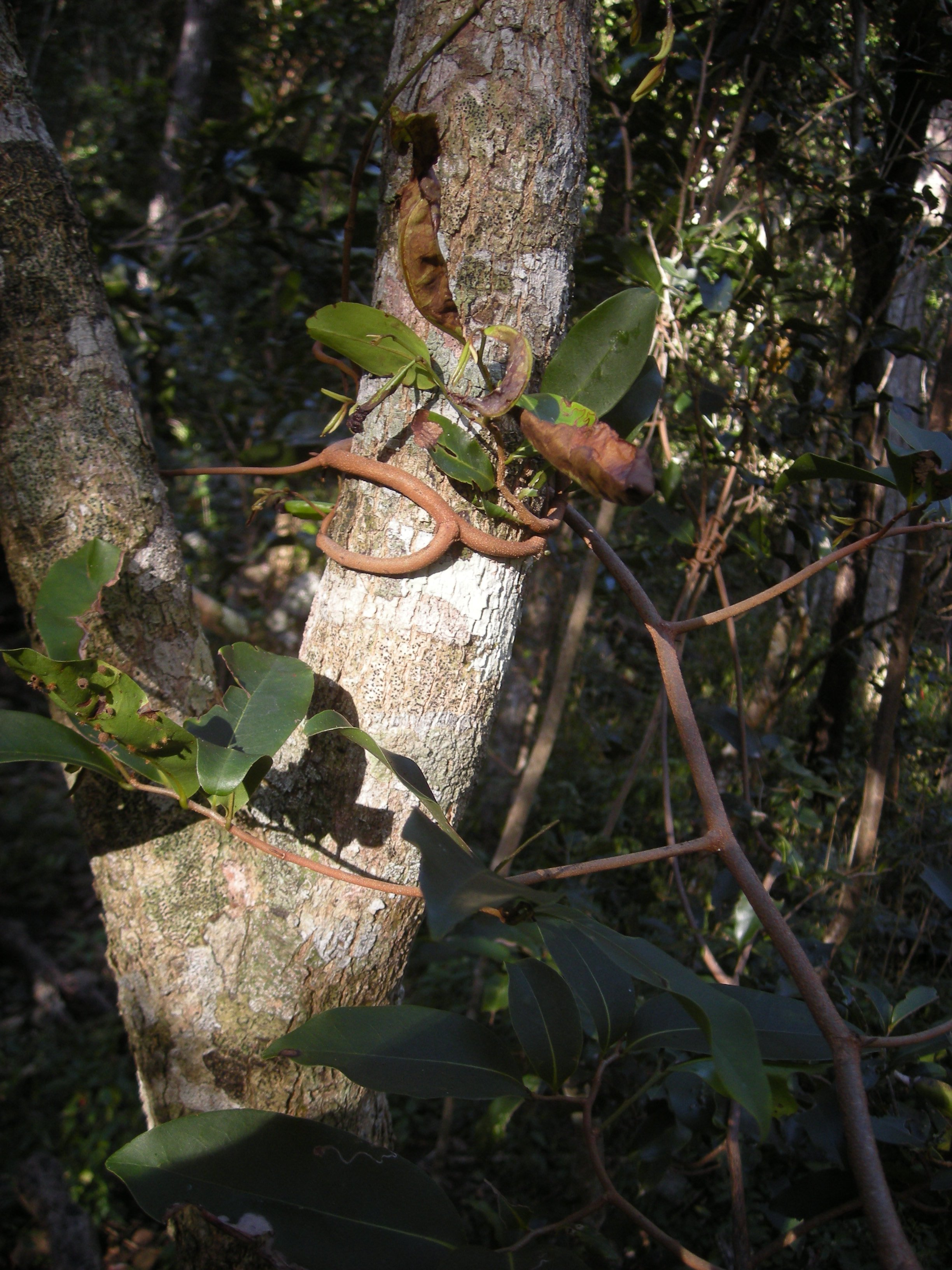